# Ernst von Hesse-Wartegg
Ernst von Hesse-Wartegg, född 21 februari 1851 i Wien, död 1918, var en österrikisk diplomat och generalkonsul. 1891-1918 var han konsul i Venezuela för Schweiz. Ernst von Hesse-Wartegg är känd för sina reseskildringar.
Han bosatte sig 1889 i Luzern, tillsammans med sin hustru, operasopranen Minnie Hauk.

## Verk
- Die Werkzeugmaschinen zur Metall- und Holzbearbeitung. Leipzig 1874
- Der unterseeische Tunnel zwischen England und Frankreich. Leipzig 1875
- Atlantische Seebäder. Wien 1878
- Prairiefabriken. Leipzig 1878
- Mississippifahrten. Leipzig 1881
- Tunis, Land und Leute. Wien 1882
  - Reprint Wuppertal 2007: Tunis - Land und Leute; ISBN 978-3-8370-0729-9
- Tunis: The Land and the People. London/Edinburgh, New York 1882
- Canada und Neufundland. Freiburg im Breisgau 1888
- Mexiko, Land und Leute. Wien 1890
- Tausend und ein Tag im Occident. 3 Bde. Dresden 1896
- Die Einheitszeit nach Studenzonen. Dresden 1892
- Chicago, eine Großstadt im amerikanischen Westen. Stuttgart 1892
- Curiosa aus der Neuen Welt. Leipzig 1893
- Andalusien. Leipzig 1894
- Korea. Dresden 1895
- China und Japan. Leipzig 1897
- Schan-tung und Deutsch-China. Leipzig 1897
- Siam, das Reich des weißen Elefanten. Leipzig 1899
- Samoa, Bismarck-Archipel und Neuguinea. Leipzig 1902
- Die Wunder der Welt. Stuttgart, Berlin, Leipzig 1912/1913
- Zwischen Anden und Amazonas. Stuttgart 1915
- Die Balkanstaaten und ihre Völker. Regensburg 1917